# Рецепторный потенциал
Рецепторный потенциал, также известный как генераторный потенциал, — тип градуированного потенциала. Представляет собой трансмембранную разность потенциалов, возникающую при активации сенсорного рецептора.
Рецепторный потенциал часто возникает в результате сенсорной трансдукции. Обычно это деполяризующее событие, возникающее в результате внутреннего тока . Приток тока часто приводит мембранный потенциал сенсорного рецептора к порогу для запуска потенциала действия. Рецепторный потенциал может работать для запуска потенциала действия либо в собственном нейроне, либо в соседней клетке. Внутри собственного нейрона рецепторный потенциал может вызывать локальный ток, протекающий в область, способную генерировать потенциал действия путем открытия потенциалзависимых ионных каналов.<ref name=":0">Рецепторный потенциал также может вызывать высвобождение нейротрансмиттеров из одной клетки, которые будут действовать на другую клетку, генерируя в ней потенциал действия.<ref name=":0">Величина рецепторного потенциала определяет частоту, с которой генерируются потенциалы действия, и контролируется адаптацией, силой стимула и временной суммацией последовательных рецепторных потенциалов.<ref name=":0">Рецепторный потенциал зависит от чувствительности рецептора, которая может адаптироваться медленно, что приводит к медленно затухающему рецепторному потенциалу, или быстро, что приводит к быстро генерируемому, но более короткому по времени рецепторному потенциалу.<ref name=":0">
Примером рецепторного потенциала является вкусовая луковица, в которой вкус преобразуется в электрический сигнал, посылаемый в мозг. При стимуляции вкусовая луковица запускает высвобождение нейротрансмиттеров посредством экзоцитоза синаптических пузырьков из пресинаптической мембраны. Молекулы нейротрансмиттера диффундируют через синаптическую щель к постсинаптической мембране первичного сенсорного нейрона, где они вызывают потенциал действия.